# باتريك بوسو
باتريك بوسو هوممثل كومبدي فرنسي ولد 12 اكتوبر 1962 في مدينة مرسيليا .

## سيرة شخصية

### طفولة
ولد باتريك بوسو في مستشفى بال دي ماي للولادة ، و(هو مغلق الآن )، لابوين إيطاليين هاجرا إلى فرنسا. نشأ في منطقة بانيي ، وهي واحدة من أقدم المناطق في مرسيليا ، ثم انتقل إلى الشمال بالتحديد في منطقة لي لوريي

### حياة مهنية
في عام 1989 ، درس التمثيل على يد نيلز أريستروب الذي وجهه الى اعمال (وان مان شو) عرض الرجل الواحد. وفي الاحتفال بالذكرى المئوية الثانية للثورة ، ظهر لأول مرة في مسرح ماري ستيوارت بدعم مالي من إريك كانتونا . بعد هذا الفشل المرير ، قرر التوقف مؤقتًا عن هذا النشاط واستأنف ، مرة اخرى ،  في عام 1995 في عرض اي فوالا (Et voilà ) ثم تلته عروض اخرى .

## عروض
- 2021 : الجولة الأخيرة من باتريك بوسو

## فيلموغرافيا

### ممثل

#### التلفاز
<div style="-moz-column-count:* 2004 : Zodiaque de Claude-Michel Rome : l'inspecteur Spagnolo (TV)
- 2005 : Mes deux maris d'Henri Helman : Fabien (TV)
- 2006 : Le Maître du Zodiaque de Claude-Michel Rome : l'inspecteur Spagnolo (TV)
- 2007 : L'arche de Babel de Philippe Carrese : l'adjudant Leccia
- 2009 : Contes et nouvelles du XIXe قرن : Les trois messes basses de Jacques Santamaria (TV)
- 2011 : Le Bon Samaritain de Bruno Garcia (TV)
- 2019 : Léo Matteï, Brigade des mineurs (saison 6); -webkit-column-count:* 2004 : Zodiaque de Claude-Michel Rome : l'inspecteur Spagnolo (TV)
- 2005 : Mes deux maris d'Henri Helman : Fabien (TV)
- 2006 : Le Maître du Zodiaque de Claude-Michel Rome : l'inspecteur Spagnolo (TV)
- 2007 : L'arche de Babel de Philippe Carrese : l'adjudant Leccia
- 2009 : Contes et nouvelles du XIXe قرن : Les trois messes basses de Jacques Santamaria (TV)
- 2011 : Le Bon Samaritain de Bruno Garcia (TV)
- 2019 : Léo Matteï, Brigade des mineurs (saison 6); column-count:* 2004 : Zodiaque de Claude-Michel Rome : l'inspecteur Spagnolo (TV)
- 2005 : Mes deux maris d'Henri Helman : Fabien (TV)
- 2006 : Le Maître du Zodiaque de Claude-Michel Rome : l'inspecteur Spagnolo (TV)
- 2007 : L'arche de Babel de Philippe Carrese : l'adjudant Leccia
- 2009 : Contes et nouvelles du XIXe قرن : Les trois messes basses de Jacques Santamaria (TV)
- 2011 : Le Bon Samaritain de Bruno Garcia (TV)
- 2019 : Léo Matteï, Brigade des mineurs (saison 6);">{{{2}}}

### اخراج و السيناريو
- 1999 : لا جدوى من الجري (فيلم قصير).

## النشر
- شمام ومليش : المنافسة الكبرى ، طبعات ألبين ميشيل ، 2001(ردمك 978-2840986898)

## روابط خارجية
قالب:Liens
- Patrick Bosso interviewé par Mazarine Pingeot pour l'émission Le Café
- | ضبط استنادي | ضبط استنادي                                                                                                                    |
| ----------- | --- |
| دولية       | - الاسم المعياري الدولي (ISNI) - ملف الضبط الاستنادي الافتراضي الدَّولي (VIAF) - مركز المكتبة الرقمية على الإنترنت (WC Entities) |
| وطنية       | - مكتبة الكونغرس (LCNAF) - المكتبة الوطنية الفرنسية (BnF)                                                                      |
| فنية        | - موسوعة ميوزيك برينز (MBA) |
| أخرى        | - النظام الجامعي للتوثيق (IdRef)                                                                                               |
- Ressources relatives à l'audiovisuelوصلة=https://www.wikidata.org/wiki/Q3369265?uselang=fr#identifiers|خط_أساسي|رتبة=noviewer|10x10بك|Voir et modifier les données sur Wikidata : 
  - Allociné
  - (en) AllMovie
  - (en) IMDb
- Ressources relatives à la musiqueوصلة=https://www.wikidata.org/wiki/Q3369265?uselang=fr#identifiers|خط_أساسي|رتبة=noviewer|10x10بك|Voir et modifier les données sur Wikidata : 
  - (en) MusicBrainz
  - (en) Songkick
- Ressource relative au spectacleوصلة=https://www.wikidata.org/wiki/Q3369265?uselang=fr#identifiers|خط_أساسي|رتبة=noviewer|10x10بك|Voir et modifier les données sur Wikidata : 
  - Les Archives du spectacle
- Notices d'autoritéوصلة=https://www.wikidata.org/wiki/Q3369265?uselang=fr#identifiers|خط_أساسي|رتبة=noviewer|10x10بك|Voir et modifier les données sur Wikidata :
- VIAF
- ISNI
- BnF (données)
- IdRef
- LCCN
- WorldCat
- Patrick Bosso interviewé par Mazarine Pingeot pour l'émission Le Café
- Notices d'autoritéوصلة=https://www.wikidata.org/wiki/Q3369265?uselang=fr#identifiers|خط_أساسي|رتبة=noviewer|10x10بك|Voir et modifier les données sur Wikidata :
- VIAF
- ISNI
- BnF (données)
- IdRef
- LCCN
- WorldCat

قالب:Palette